# Exorhabdus schoutedeni
Exorhabdus schoutedeni är en skalbaggsart som beskrevs av Desbordes 1919. Exorhabdus schoutedeni ingår i släktet Exorhabdus och familjen stumpbaggar. Inga underarter finns listade i Catalogue of Life.